# Liste Münchner Straßennamen/R

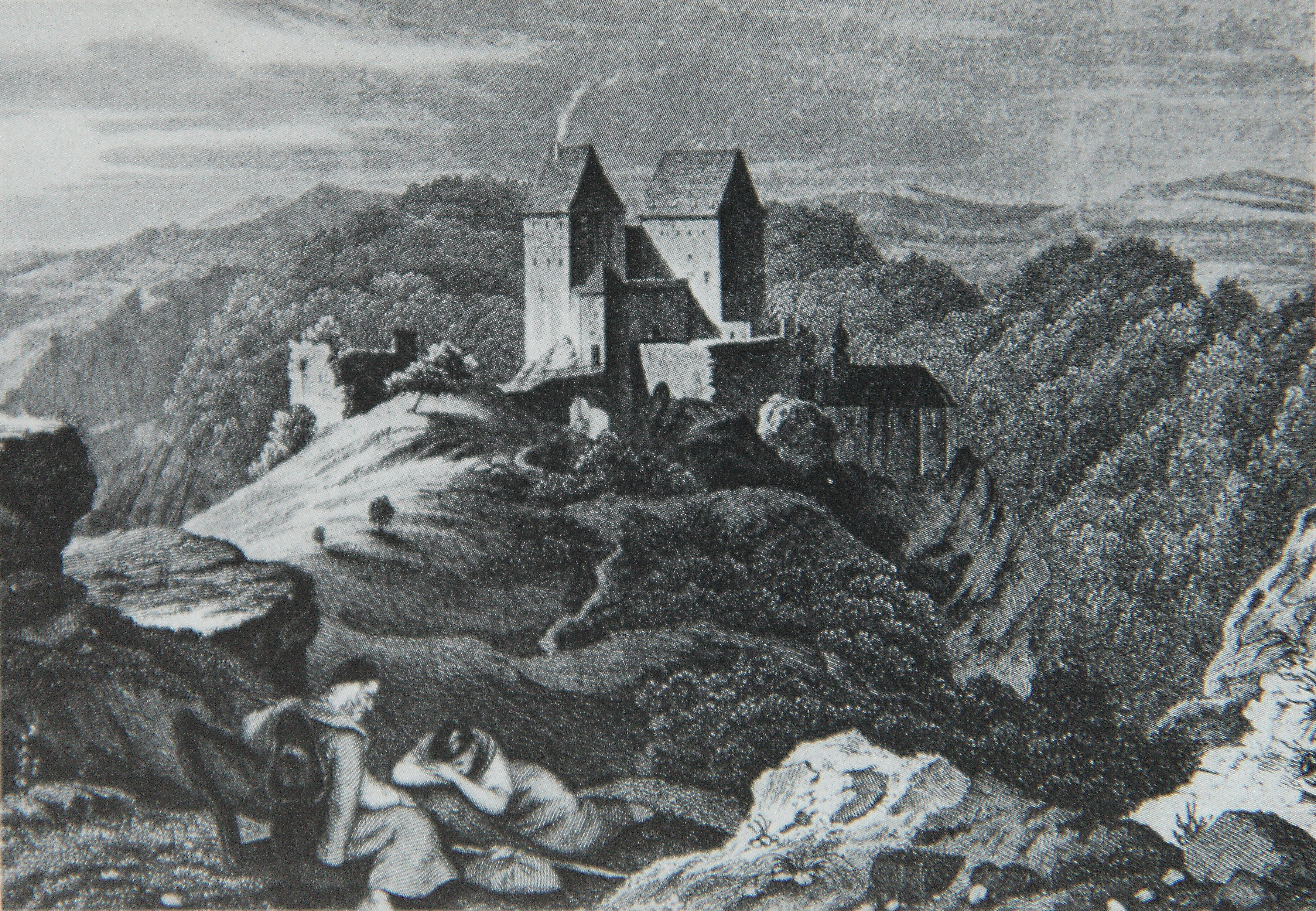
Burg Rabeneck, 1839

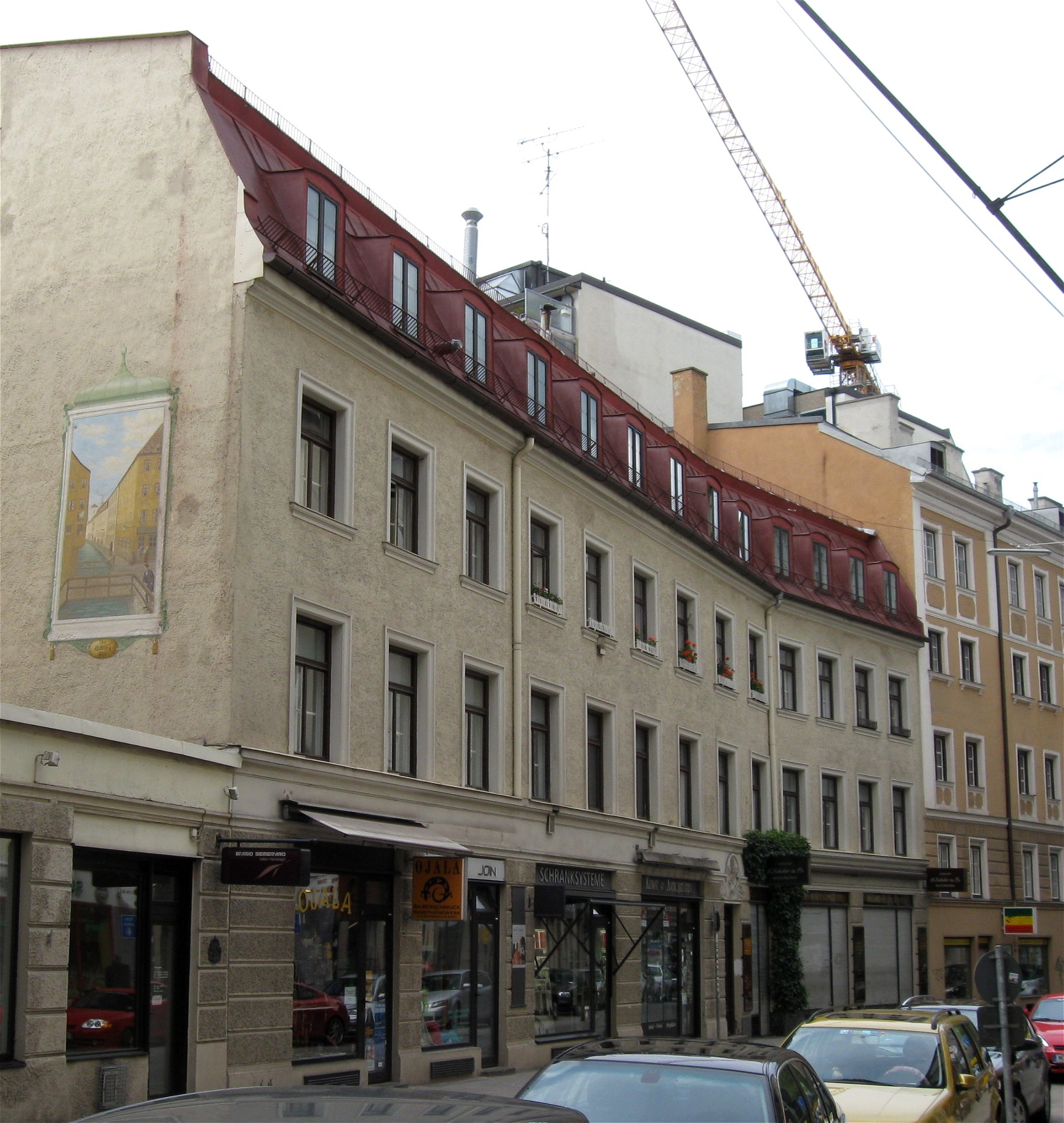
Radlsteg 2

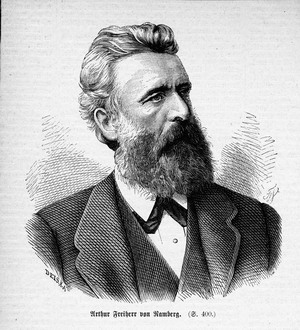
Artur Georg Freiherr von Ramberg

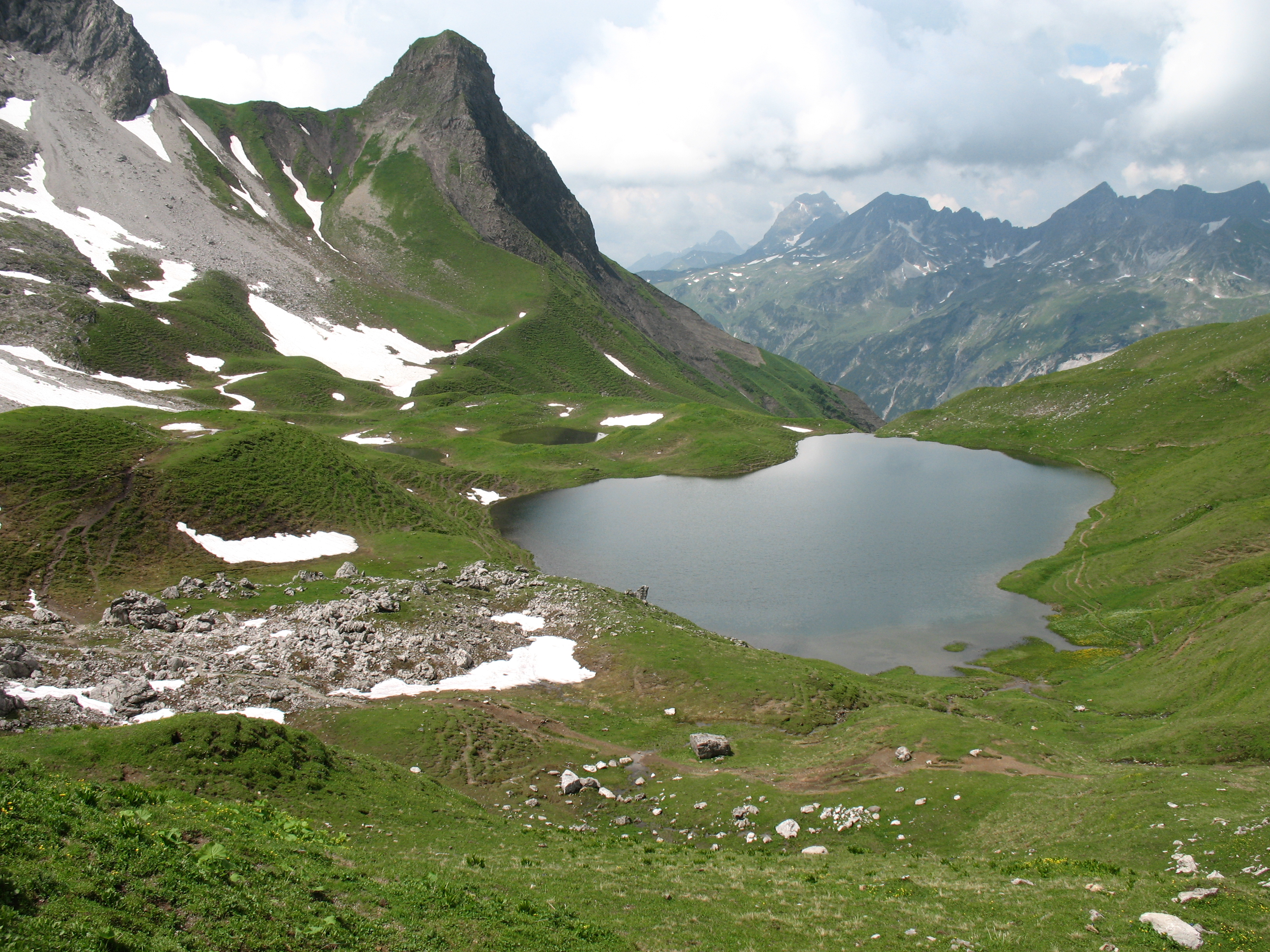
Rappensee

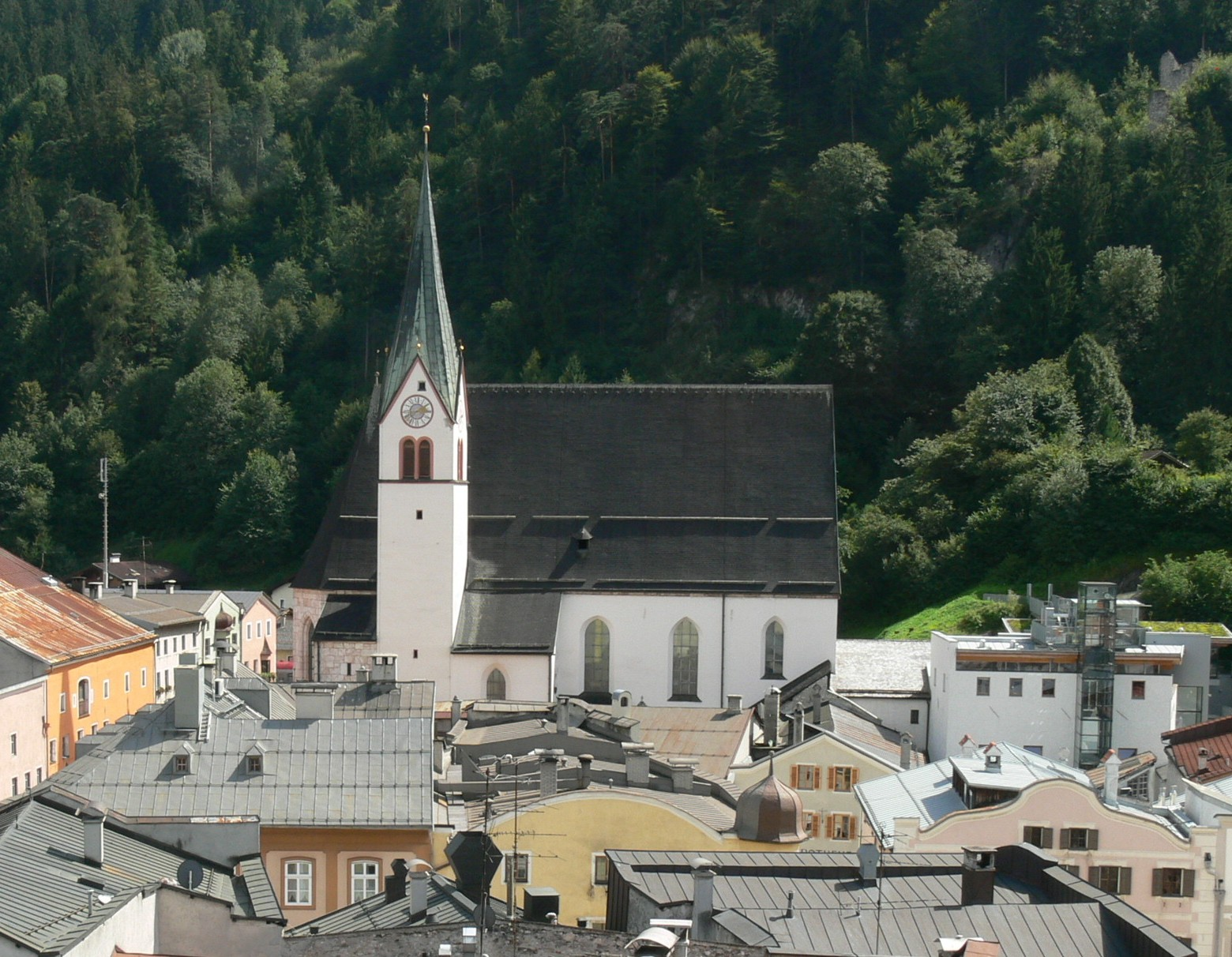
Rattenberg

Wappen von Reichersbeuern

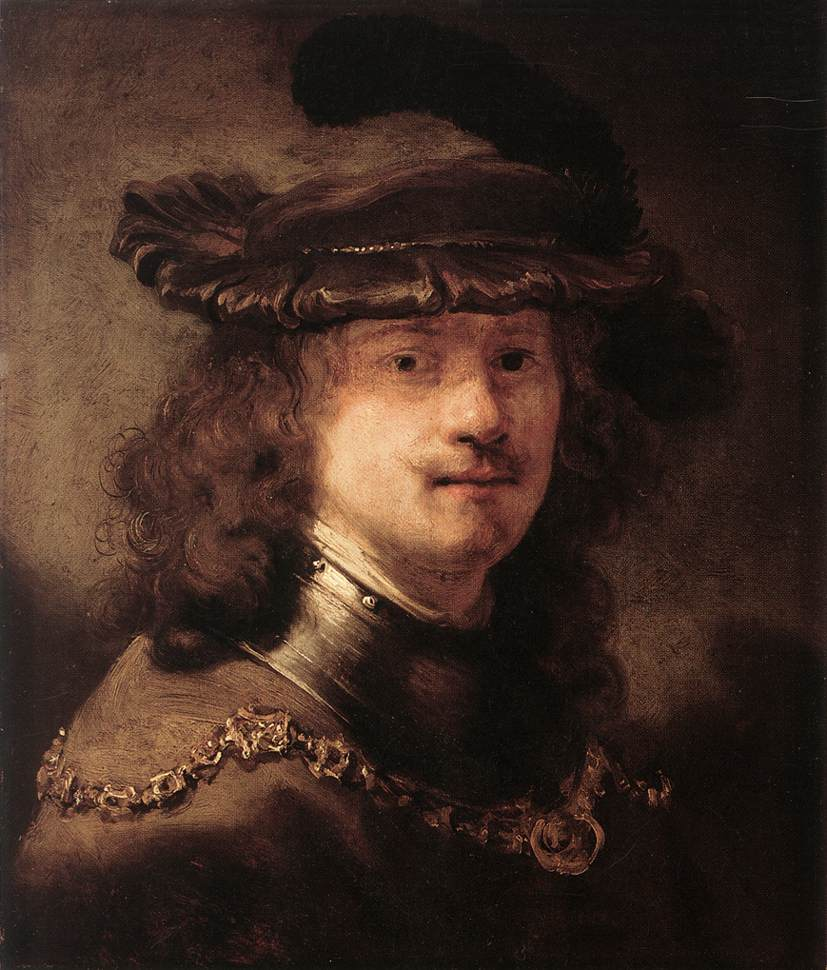
Rembrandt van Rijn

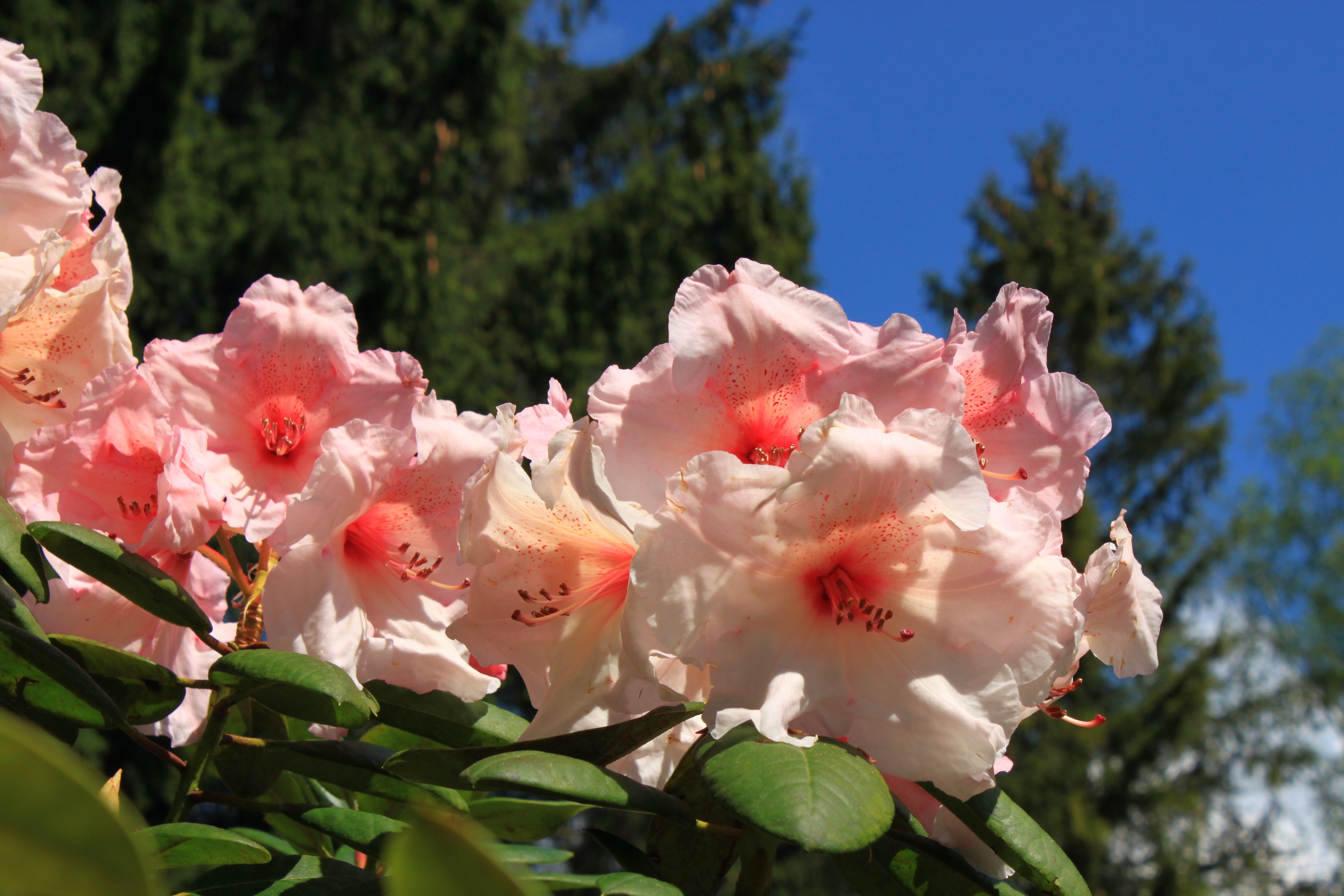
Rhododendron

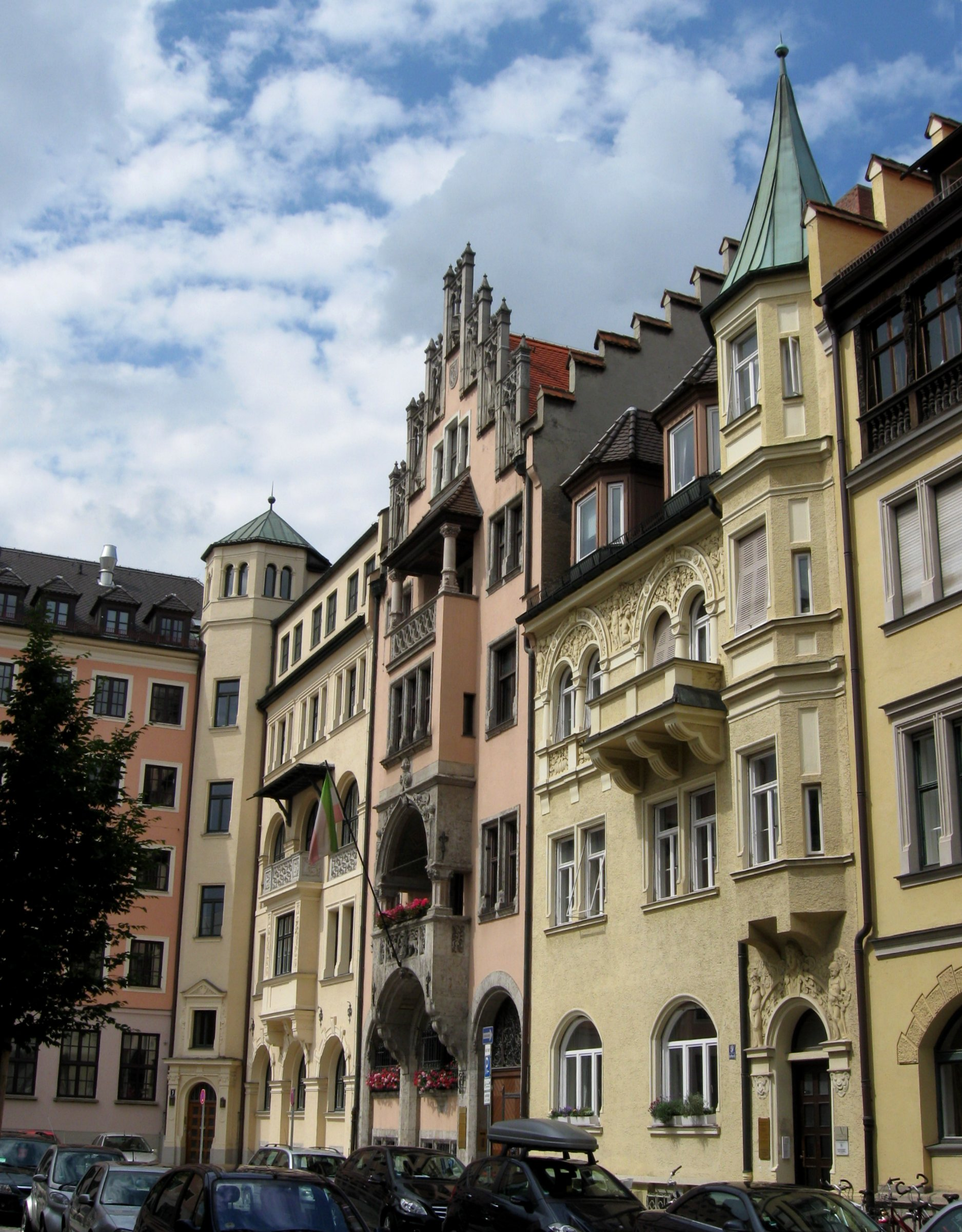
Richard-Wagner-Straße

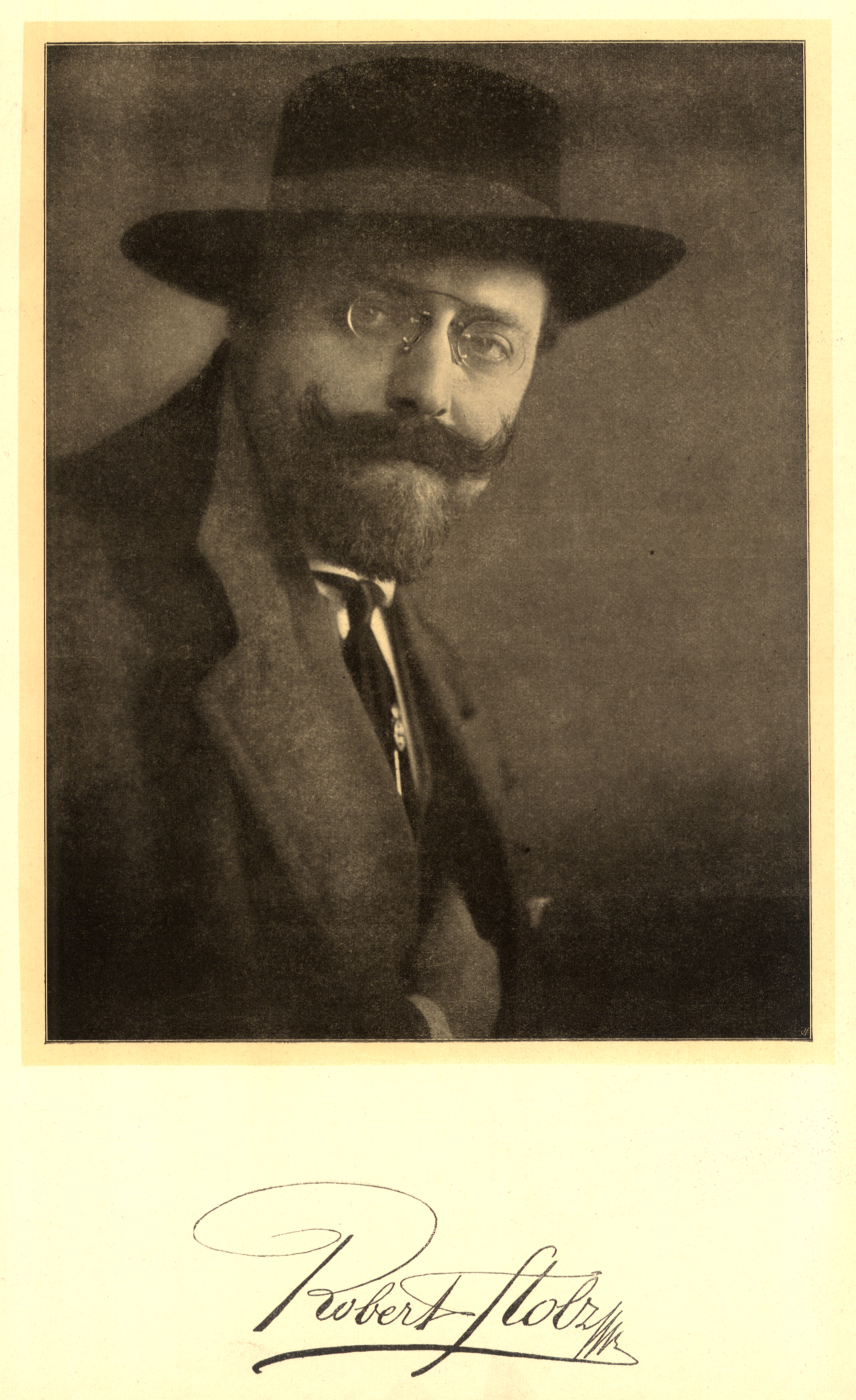
Robert Stolz um 1915

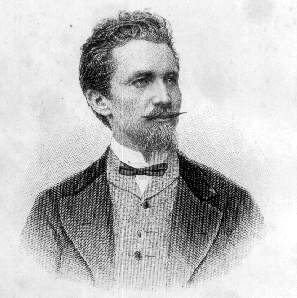
Gerhard Rohlfs

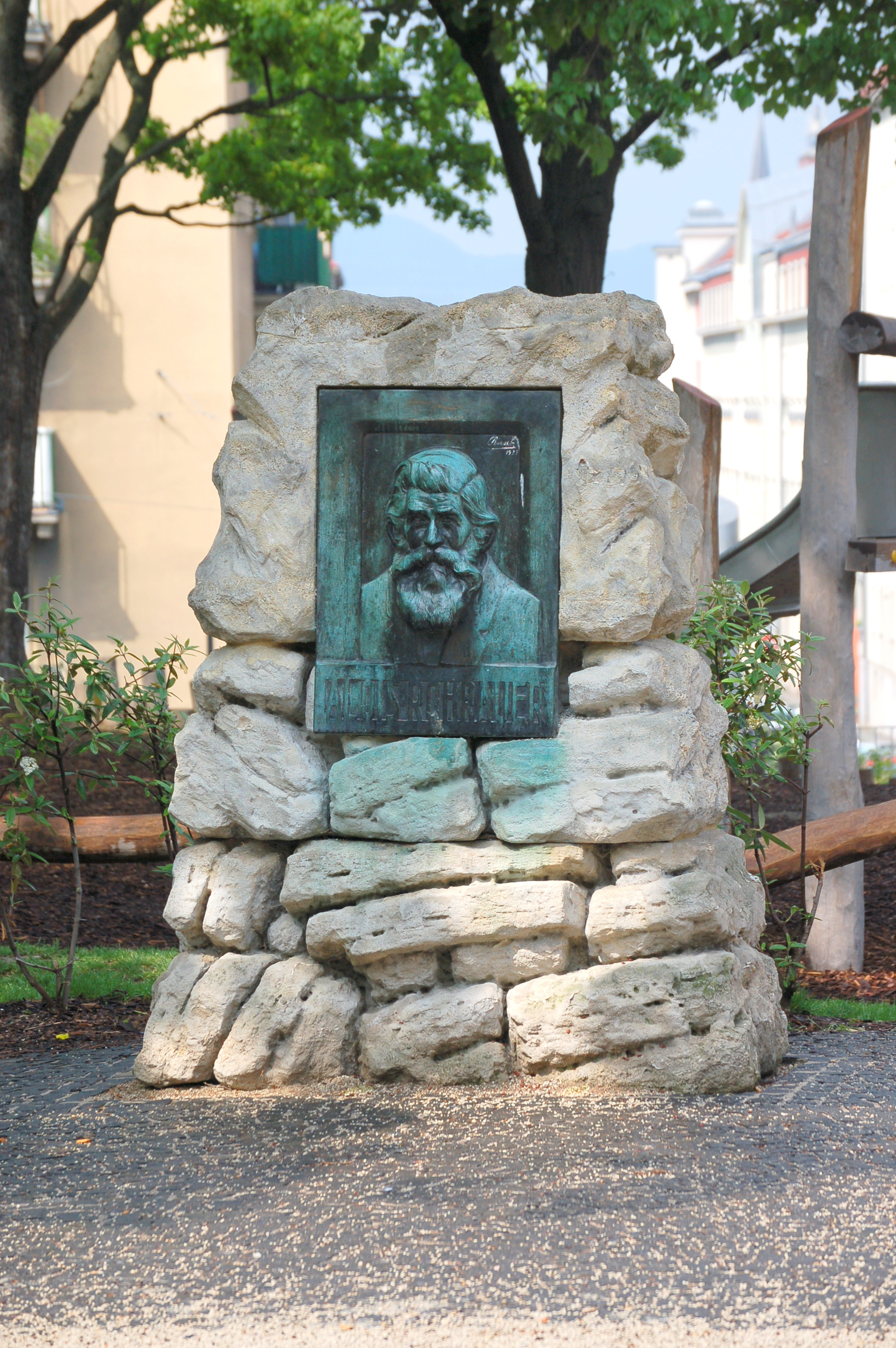
Alois-Rohrauer-Denkmal

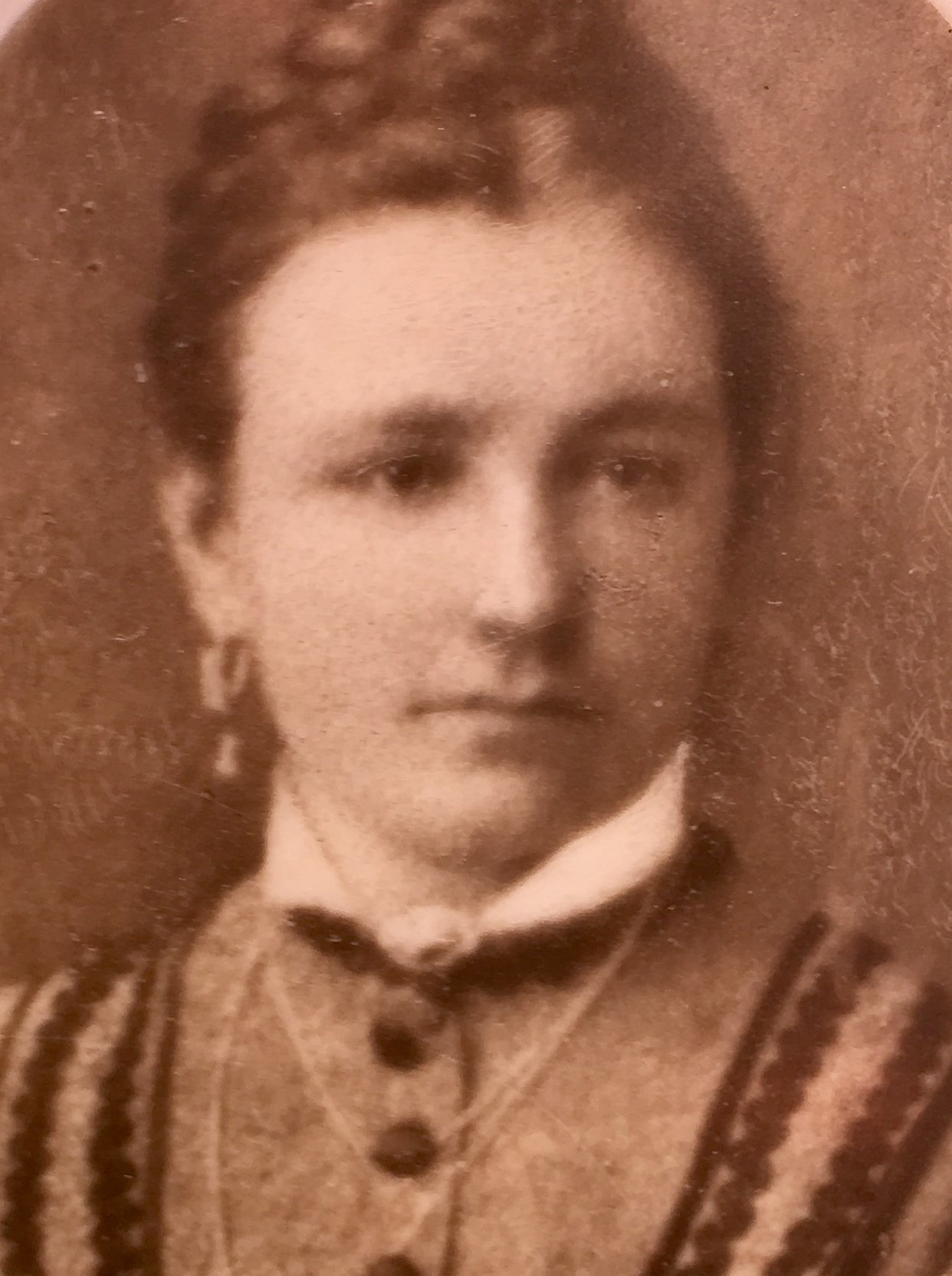
Rosa Kempf

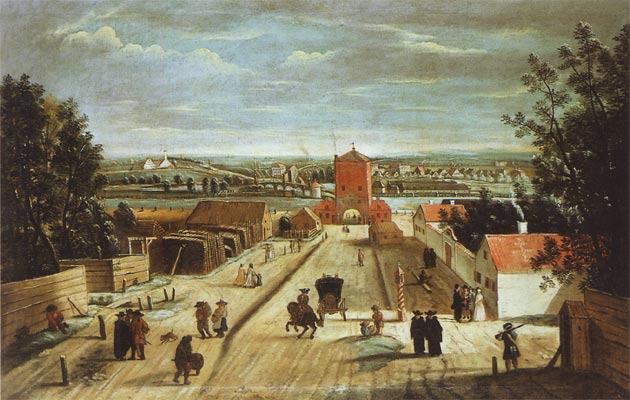
Roter Turm

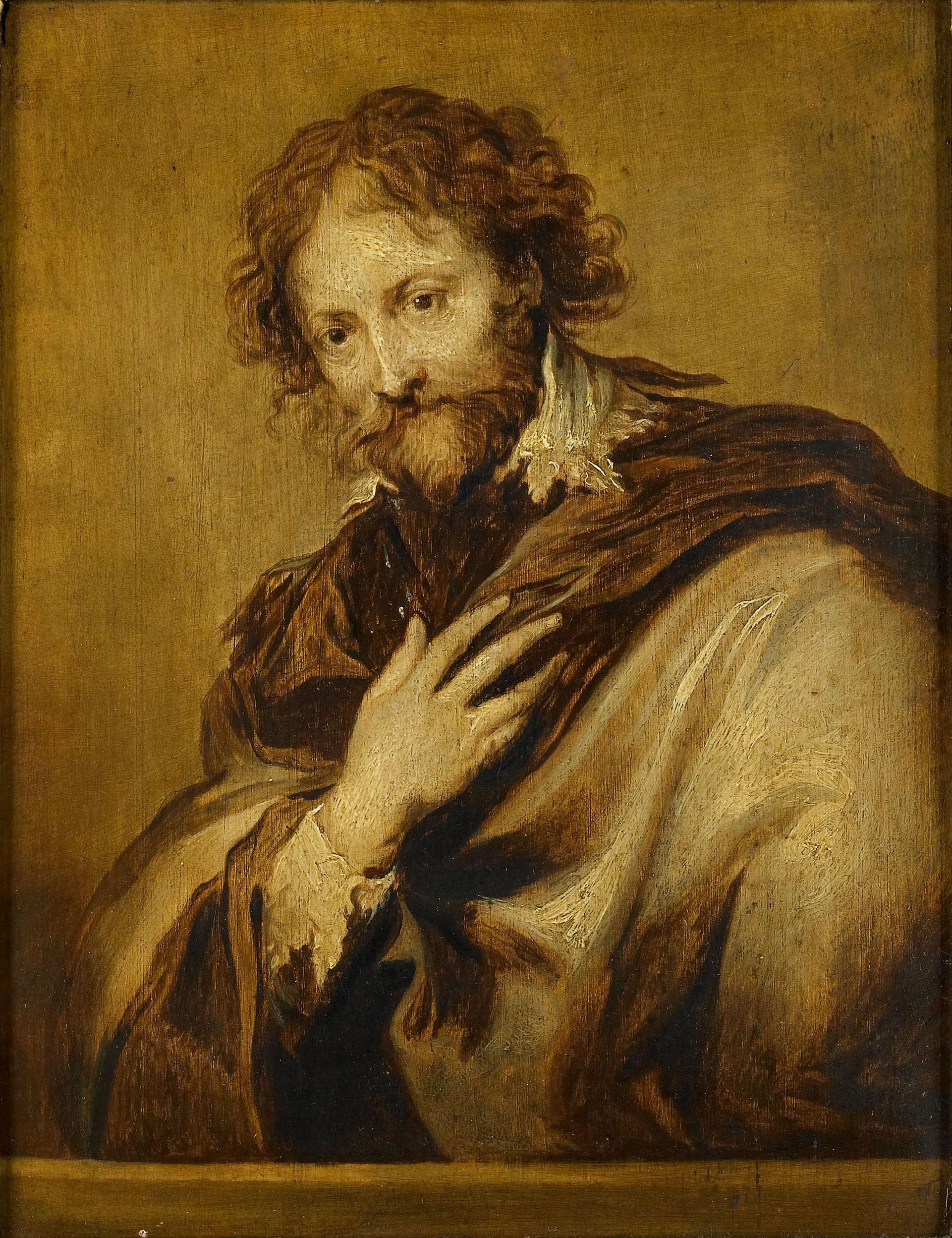
Peter Paul Rubens

Kaspar Ritter von Ruppert (1874)

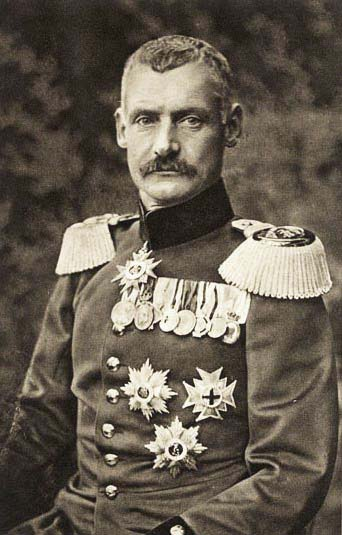
Rupprecht von Bayern

Die Liste Münchner Straßennamen listet Namen von Straßen und Plätzen der bayerischen Landeshauptstadt München auf und führt dabei auch die Bedeutungen und Umstände der Namensgebung an. Aktuell gültige Straßenbezeichnungen sind in Fettschrift angegeben, nach Umbenennung oder Überbauung nicht mehr gültige Bezeichnungen in Kursivschrift.
Aufgrund der großen Anzahl Münchner Straßennamen ist die Liste in alphabetisch sortierte Unterlisten aufgeteilt.
Rabeneckstraße, Neuaubing
(1945) Burg Rabeneck in der Fränkischen Schweiz
Rabenkopfstraße, Harlaching
(1935) Rabenkopf, 1555 m hoher Berg in den Bayerischen Voralpen
Rabensteinstraße, Aubing
(1945) Burg Rabenstein im Landkreis Bayreuth
Rablstraße, Haidhausen
(1898) Herrmann Rabl (1778–1848), Stadtpfarrer an der Mariahilfkirche in der Au
Rachelstraße, Bogenhausen
(1924) Großer Rachel, mit 1453 m zweithöchster Berg im Bayerischen Wald
Radeckestraße, Pasing
(1947) Albert Martin Robert Radecke (1830–1911), deutscher Komponist, Dirigent und Musikpädagoge (vorher war die Straße nach dem Jagdflieger und Freikorpsführer Rudolf Berthold benannt)
Radlkoferstraße, Schwanthalerhöhe,  Sendling
(1887) Jakob Radlkofer (1788–1862), Magistratsrat, Stadtrentenkassier und Rechtsrat in München
Radlsteg, Altstadt
(vor 1540) Radl, ein Drehkreuz, das den Durchgang von Reitern und Fuhrwerken auf den Steg verhinderte
Radolfzeller Straße, Aubing
(1965) Radolfzell, Stadt in Baden-Württemberg
Radspielerstraße, Englschalking
(1931) Joseph Radspieler (1819–1904), Münchner Vergolder, Königlich Bayerischer Hoflieferant für Raumausstattungen sowie Kommunalpolitiker
Radstädter Straße, Laim
(1951) Radstadt, österreichische Stadt im Bundesland Salzburg
Raffweg, Obermenzing
(1958)
Anton Raff (auch Raaff oder Raaf; 1714–1797), Tenor
Helene Raff (1865–1942), deutsche Malerin und Schriftstellerin
Raglovichstraße, Neuhausen
(1900) Clemens Graf von Raglovich (1766–1836), bayerischer General der Infanterie in den Napoleonischen Kriegen
Raheinstraße, Feldmoching
(1948) Rahein, Pfarrer in Feldmoching um 1457
Rahel-Straus-Weg, Berg am Laim
(1997) Rahel Straus (1880–1963), Ärztin, Sozialarbeiterin und Frauenrechtlerin, eröffnete als erste Frau in Deutschland in München eine Arztpraxis
Raidinger Straße, Sendling-Westpark
(1937) Raiding, Marktgemeinde im Burgenland in Österreich
Raiffeisenplatz, Ramersdorf
(1960) Friedrich Wilhelm Raiffeisen (1818–1888), Sozialreformer und Kommunalbeamter sowie Namensgeber der Raiffeisenorganisation
Raimundstraße,
(1904)
Rainackerweg, Freimann
(1950) alter Flurname
Rainer-Werner-Fassbinder-Platz, Neuhausen
(2004) Rainer Werner Fassbinder (1945–1982), Autor, Schauspieler und Regisseur
Rainfarnstraße, Hasenbergl
(1938) Rainfarn (auch Wurmkraut), Pflanzenart aus der Familie der Korbblütler
Raintaler Straße, Obergiesing
(1901) Raintal (oder Reintal), Hochgebirgstal im Wettersteingebirge
Ramannstraße, Allach-Untermenzing
(1947) Emil Ramann (1851–1926), deutscher Bodenkundler, Forstwissenschaftler und Standortskundler, einer der Begründer der Bodenkunde als eigenständige Wissenschaft in Deutschland
Rambaldistraße, Johanneskirchen
(1930) Karl Graf von Rambaldi (1842–1922), deutscher Geschichtsforscher und Schriftsteller
Rambergstraße, Maxvorstadt
(1877) Artur Georg Freiherr von Ramberg (1819–1875), österreichischer Maler und Zeichner
Rambertweg, Feldmoching
(1969) Rambert (oder Hramberth), Edler von Feldmoching, erstmals in der zweiten Hälfte des 8. Jahrhunderts erwähnt
Ramersdorf,
(1879)
Ramersdorferfeldweg,
(1876)
Ramersdorferlüften,
(1876)
Ramersdorfer Straße, Ramersdorf
(1915) Ramersdorf, ehemals eigenständige Gemeinde, seit 1864 Stadtteil von München
Ramoltstraße, Ramersdorf
(1954) Ramolt, mittelalterlicher Vorname; Ramoltsdorf (Dorf des Ramolt) alter Name für Ramersdorf
Ramsauer Straße, Obersendling
(1952) Ramsau, Gemeinde bei Berchtesgaden
Ramungstraße, Untersendling
(1923) Ramung, Münchner Patriziergeschlechts des 14. und 15. Jahrhunderts
Randeckstraße, Großhadern
(1938) Burg Randeck westlich von Kelheim
Randelshoferweg, Solln
(1970) Josef Randelshofer (1897–1967), Schreinermeister und Gemeinderat der ehemals selbständigen Gemeinde Solln
Randorferstraße, Berg am Laim
(1920) Namensherkunft unklar, evtl. nach einem Baumeister benannt, der dort Wohnungen errichtete
Ranertstraße, Lochhausen
(1947) Wenzeslaus Ranert (1828–1902), Pfarrer und Ehrenbürger der Gemeinde Langwied/Lochhausen
Rankestraße, Schwabing-West
(1906) Leopold von Ranke (1795–1886), deutscher Historiker, Historiograph des preußischen Staates, Hochschullehrer
Raphaelstraße,
(1904) verbindet die Schedel- mit der Wilbrechtstraße
Rapotostraße, Laim
(1945) Rapoto, Münchner Adeliger
Rappelhofstraße, Daglfing
(1962) Rappelhof, ehemaliger Bauern- und Gasthof in Bogenhausen
Rappenseestraße, Obersendling
(1925) Rappensee, Hochgebirgssee auf 2047 m im Zentralen Hauptkamm der Allgäuer Alpen
Rappenweg, Trudering-Riem
(1932) Rappen, Pferd mit schwarzer Mähne, schwarzem Schweif und schwarzem Fell
Rappoltsteiner Straße, Freimann
(1932) Rappoltstein, historisches Herrschaftsgebiet im Elsass
Rappstraße, Laim
(1901) Johann Rapp, eine von 42 Geiseln die im Dreißigjährigen Krieg von 1632 bis 1635 in schwedischer Gefangenschaft saßen
Raspstraße,
(1904) (früher Gänsbühel) zweigt beim Oberanger ab und verbindet diesen mit der Blumenstraße
Rassogasse, Alt-Aubing
(1947) Graf Rasso von Dießen (gest. um 960)
Rathausgasse, Pasing
(1947) Verlauf der Straße entlang des Pasinger Rathauses
Rathenaustraße, Am Hart
(1947) Walther Rathenau (1867–1922), deutscher Industrieller, Schriftsteller und Politiker
Rathgeberstraße, Moosach
(1915) auf dem Gelände der ehemaligen Waggonfabrik Josef Rathgeber
Rathochstraße, Obermenzing
(1938) Rathoch, adliger Lehnsherr von Menzing im 9. Jahrhundert
Ratiborstraße, Daglfing
(1955) Ratibor, Stadt in Polen
Ratkisstraße, Hasenbergl
(1963) Ratkis, Besitzer einer Mühle in Feldmoching
Ratoldstraße, Feldmoching
(1954) Ratold (oder Rathold), Pfarrer von Feldmoching im 8. Jahrhundert
Rattenberger Straße, Mittersendling
(1926) Rattenberg, Stadt in Tirol
Rattenhuberstraße, Laim
(1932) Rattenhuber, alte Münchner Bürgerfamilie
Ratzelstraße, Allach-Untermenzing
(1953) r (1844–1904), deutsche Zoologe und Geologe
Ratzingerplatz, Obersendling
(1931) Moritz Ratzinger (1849–1930), Generalleutnant
Raublinger Straße, Laim
(1925) Raubling, Gemeinde im Landkreis Rosenheim
Raucheneggerstraße, Pasing
(1938) Benno Rauchenegger (1843–1910), Schriftsteller und Journalist
Rauchstraße, Bogenhausen
(1887) Christian Daniel Rauch (1777–1857), Bildhauer des deutschen Klassizismus
Rauheckstraße, Sendling-Westpark
(1921) Rauheck, Berg in den Allgäuer Alpen
Rauschbergstraße, Berg am Laim
(1925) Rauschberg, Gebirgsstock in den Chiemgauer Alpen
Ravennastraße, Harlaching
(1910) Ravenna, Hauptstadt der gleichnamigen Provinz Ravenna in Italien
Ravensburger Ring, Aubing
(1967) Ravensburg, Kreisstadt in Baden-Württemberg
Rebholzstraße, Großhadern
(1954) Friedolin Rebholz (1859–1932), Landesinspektor, einer der ersten Siedler in der Villenkolonie Großhadern
Rebhuhnweg, Obermenzing
(1956) Rebhuhn, Vogelart aus der Ordnung der Hühnervögel
Rechpacherstraße, Laim
(1901) Blasius Rechpacher, eine von 42 Geiseln die im Dreißigjährigen Krieg von 1632 bis 1635 in schwedischer Gefangenschaft saßen
Redlingerplatz, Ramersdorf
(1930) Clemens Ignatius Redlinger, Kaufmann, eine der 20 Geiseln, die 1742 von den Österreichern verschleppt wurden
Redlingerstraße, Ramersdorf
(1930) siehe vorstehend
Redwitzstraße, Bogenhausen
(1914) Oskar Freiherr von Redwitz-Schmolz (1823–1891), deutscher Dichter
Regattaweg, Feldmoching
(1975) Bezug zur Ruderregattaanlage der Olympischen Spiele 1972
Regenpfeiferweg, Am Hart
(1945) Regenpfeifer, Familie der Vögel
Regensburger Platz, Bogenhausen
(1910) Regensburg, Hauptstadt des Regierungsbezirks Oberpfalz
Regerplatz, Au
(1899)
Max Reger (1816–1884), Stadtpfarrer der Mariahilfkirche
Max Reger (1873–1916), deutscher Komponist, Organist, Pianist und Dirigent
Regerstraße, Au
(1899) siehe vorstehend
Regina-Ullmann-Straße, Johanneskirchen
(1964) Regina Ullmann (1884–1961), österreichisch-schweizerische Dichterin und Erzählerin
Reginastraße, Waldtrudering
(1933) Regina, weiblicher Vorname
Reginbaldstraße, Obermenzing
(1938) Reginbald, altdeutscher Männername
Reginfriedstraße, Giesing
(1906) Reginfried, Benediktinermönch in der Zeit der Bayerischen Frühgeschichte
Reginoltstraße, Hasenbergl
(1953) Reginolt, Grundbesitzer in Feldmoching im 9. Jahrhundert
Rehbergstraße, Solln
(1947) Friedrich Rehberg (1758–1835), Maler. Zuvor hieß sie Karolinenstraße.
Rehkemperstraße, Obermenzing
(1956) Heinrich Rehkemper (1894–1949), deutscher Opernsänger
Rehsteig, Allach-Untermenzing
(1938) alter Flurname
Rehstraße, Lerchenau
(1921) Rehwild des ehemaligen Waldbestandes in der Gegend
Reichardtweg, Giesing
(1960) Franz Reichardt (1836–1908), Privatier, Abtiwquar und Stifter
Reichenaustraße, Aubing
(1966) Reichenau, Insel im Bodensee**
Reichenbachbrücke, Isarvorstadt, Au
(nach 1831) Georg Friedrich von Reichenbach (1771–1826), bayerischer Erfinder und Ingenieur
Reichenbachplatz, Altstadt, Isarvorstadt
(1935) siehe vorstehend
Reichenbachstraße, Altstadt, Isarvorstadt
(1862) siehe vorstehend
Reichenbergstraße, Aubing
(1947) Schloss Reichenberg im Landkreis Würzburg
Reichenhaller Straße, Giesing
(1906) Bad Reichenhall, Kreisstadt in Oberbayern
Reichersbeurer Straße, Sendling
(1904) Reichersbeuern, Gemeinde mit Schloss (eine ehemalige Wasserburg) zwischen Bad Tölz und Gmund am Tegernsee bei Waakirchen
Reicherstorfferweg, Am Hart
(1938) Georg R. Reicherstorffer († nach 1550), Geograph und Geschichtsschreiber
Reifenstuelstraße, Isarvorstadt
(1890) Hanns Reiffenstuel (1548–1620), deutscher Hofbaumeister
Reigersbachstraße, Lerchenau
(1947) Reigersbach, Oberlaufabschnitt des Feldmochinger Mühlbachs
Reiherweg, Waldtrudering
(1933) Reiher, Familie der Schreitvögel
Reinachstraße, Feldmoching-Hasenbergl
(1947) Otto Reinach (1870–1938), Kinderarzt, Gründer des Bezirksverbandes für Säuglingspflege
Reindlstraße, Laim
(1901) Benno Ferdinand von Reindl († 1756), Bürgermeister und Stadtkämmerer
Reinekestraße, Harlaching
(1934) Reynke de Vos, niederdeutsches Tierepos in Versen, Ursprung der Geschichte vom schlauen Fuchs Reineke
Reinerstraße, Harlaching
(1900) Franz Reiner (1790–1837), Arzt, gründete die erste Anstalt für augen- und gehörkranke Kinder
Reinhard-von-Frank-Straße, Allach-Untermenzing
(1947) Reinhard Karl Albrecht von Frank (1860–1934), deutscher Straf- und Völkerrechtler
Reinmarplatz, Neuhausen
(1958)
Reinmar von Hagenau, deutscher Minnesänger der zweiten Hälfte des 12. Jahrhunderts
Reinmar von Zweter (um 1200 – nach 1248), deutscher Spruchdichter
Reinoltstraße, Moosach
(1921) Heinrich Reinolt, im 14. Jahrhundert als Besitzer der Höfe von Hartmannshofen (heute Moosach) beurkundet
Reisachstraße, Harlaching
(1900) Freiherr von Reisach (1735–1805), Weihbischof  München-Freising
Reischlweg, Freimann
(1962) Anton Reischl (1872–1852), Bürgermeister der Gemeinde Freimann bis zu deren Eingemeindung nach München
Reiserstraße, Waldtrudering
(1954) alter Truderinger Familienname
Reisingerstraße, Isarvorstadt
(1906) Franz Reisinger (1787–1855), deutscher Chirurg und Hochschullehrer
Reismühlenstraße, Obersendling
(1921) Reismühle bei Gauting, angeblicher Geburtsort Karls des Großen
Reithmannstraße, Laim
(1934) Christian Reithmann (1818–1909), Uhrmacher, gilt als Erfinder des Viertaktmotors
Reitknechtstraße, Neuhausen
(2009) Reitknechtsölde, kleiner Bauernhof, auf dessen Grund der Garten des Rotkreuz-Krankenhauses angelegt wurde
Reitmorstraße, Lehel
(1898) Anna Reitmor(in) († nach 1454), Münchner Bürgerin, rettete Jörg Kazmairs geschichtliche Aufzeichnungen
Rembrandtstraße, Pasing
(1948) Rembrandt van Rijn (1606–1669), niederländischer Künstler
Renatastraße, Neuhausen
(1891) Renata von Lothringen (1544–1602), Tochter des Herzogs Franz I. von Lothringen, Herzogin von Bayern
Rengerweg,
(1876)
Renkenweg, Trudering
(2011) Renken, Fischart aus der Ordnung der Lachsartigen Renke oder Coregonus
Rennbahnstraße, Daglfing
(1930) Trabrennbahn Daglfing
Rennertstraße, Neuperlach
(1981) Günther Rennert (1911–1978), deutscher Opernregisseur und Intendant
Reschenbachstraße, Allach-Untermenzing
(1947) Reschenbach, ehemaliger Bach in Allach
Reschreiterstraße, Hasenbergl
(1960) Rudolf Reschreiter (1868–1938), deutscher Maler und Bergsteiger
Reschstraße, Gartenstadt Trudering
(1947) Resch, Münchner Bürgerfamilie
Resedenweg, Harlaching
(1929) Reseda, Pflanzengattung in der Familie der Resedagewächse
Residenzstraße, Altstadt
(vor 1683) Münchner Residenz, Stadtschloss der bayerischen Herzöge, Kurfürsten und Könige
Resi-Huber-Platz, Sendling
(2012) Therese Huber (1920–2000), Zivilangestellte im KZ Dachau, beförderte unter Lebensgefahr Briefe und Lebensmittel für die Häftlinge in das Lager
Reuchlinstraße, Bogenhausen
(1936) Johannes Reuchlin (1455–1522), deutscher Philosoph, Humanist, Jurist und Diplomat
Reulandstraße, Sendling-Westpark
(1937) Reuland, Dorf in der belgischen Eifel, zur Gemeinde Burg-Reuland gehörend
Reuschstraße, Freimann
(1931) Paul Reusch (1868–1956), deutscher Industriemanager und langjähriger Vorstandsvorsitzender der Gutehoffnungshütte
Reußensteinstraße, Alt-Aubing
(1952) Reußenstein,  Ruine einer Felsenburg in Baden-Württemberg
Reußweg, Obermenzing
(1958) August Reuß (1871–1935), deutscher Komponist
Reutberger Straße, Sendling
(1904) Reutberg, Teil der Gemeinde Sachsenkam im Landkreis Bad Tölz-Wolfratshausen; die Bewohner Reutbergs nahmen 1705 an der Volkserhebung der Oberländer gegen die österreichische Besatzung teil
Reutterstraße, Laim
(1901) Ludwig Reutter, eine von 42 Geiseln die im Dreißigjährigen Krieg von 1632 bis 1635 in schwedischer Gefangenschaft saßen
Revaler Straße, Bogenhausen
(1962) Reval (Tallinn), Hauptstadt Estlands
Reventlowstraße, Schwabing
(1984) Franziska Gräfin zu Reventlow (1871–1918), deutsche Schriftstellerin, Übersetzerin und Malerin
Rhea-Lüst-Straße, Pasing
(2018) Rhea Lüst (1921–1993), Astronomin
Rheinbergerstraße, Maxvorstadt
(1906) Josef Gabriel Rheinberger (1839–1901), liechtensteinischer Komponist und Musikpädagoge
Rheingoldstraße, Nymphenburg
(1927) Das Rheingold, Oper von Richard Wagner
Rheinlandstraße, Schwabing
(1937) Rheinland, Bezeichnung für die Gebiete am Mittel- und Niederrhein
Rheinsteinstraße, Neuhadern
(1947) Rheinstein, Spornburg im oberen Mittelrheintal in Rheinland-Pfalz
Rheinstraße, Schwabing
(1906) Rhein, mitteleuropäischer Fluss
Rheydter Straße,
(Stadtbezirk 22)
Rhododendronweg, Hasenbergl
(2005) Rhododendren, Pflanzengattung
Rhönstraße, Englschalking
(1932) Rhön, deutsches Mittelgebirge
Ria-Burkei-Straße, Aubing
(2013) Ria Burkei (1935–2010), Politikerin, u. a. von 1966 bis 1978 ehrenamtliche Stadträtin in München
Ricarda-Huch-Straße, Milbertshofen
(1947) Ricarda Huch (1864–1947), Schriftstellerin, Dichterin, Philosophin und Historikerin
Richard-Pietzsch-Weg, Solln
(1962) Richard Pietzsch (1872–1960), Maler
Richard-Riemerschmid-Allee, Pasing
(1985) Richard Riemerschmid (1868–1957), deutscher Architekt, Designer, Hochschullehrer
Richard-Seewald-Bogen, Alt-Aubing
(1984) Richard Seewald (1889–1976), deutscher Maler und Schriftsteller
Richard-Strauss-Straße, Bogenhausen
(1915) Richard Strauss (1864–1949), deutscher Komponist
Richard-Strauss-Tunnel, Bogenhausen
(2009) siehe vorstehend
Richard-Tauber-Straße, Pasing
(1957) Richard Tauber (1891–1948), österreichischer Opernsänger
Richard-Wagner-Straße, Maxvorstadt
(1898) Richard Wagner (1813–1883), Komponist
Richardstraße, Feldmoching
(1956) Richard (Rickard, Richgard), Edler von Feldmoching, 1194 urkundlich erwähnt
Richelstraße, Neuhausen
(1906) Bartholomäus Richel (1580–1649), Geheimer Ratskanzler unter Kurfürst Maximilian I.
Richildenstraße, Nymphenburg
(1901) Richildis von Hohenwart, bayerische Volksheilige
Richthofenstraße, Moosach
(1926) Manfred Freiherr von Richthofen (1892–1918), deutscher Offizier und Jagdflieger im Ersten Weltkrieg
Ridlerstraße, Schwanthalerhöhe
(1878) Ridler, Münchner Patriziergeschlecht
Riedenburger Straße, Englschalking
(1962) Riedenburg, Stadt im niederbayerischen Landkreis Kelheim
Riedener Straße, Fürstenried
(1921) Rieden, zur oberbayerischen Kreisstadt Starnberg gehöriger Weiler
Riederstraße, Allach-Untermenzing
(1947) Hermann Rieder (1858–1932), deutscher Internist, Radiologe
Riedgaustraße, Berg am Laim
(1913) Riedgau, politischer Bezirk des Landes Oberösterreich
Riedldammstraße,
(1904) zweigte von der Oettingenstraße bei der Rosenbuschstraße in nordöstlicher Richtung ab und führte zur Bogenhauserbrücke
Riedlstraße, Lehel
(um 1890) Adrian von Riedl (1746–1809), deutscher Topograf und Kartograf
Riedmaierweg, Neuhadern
(1974) Lukas Riedmaier (1899–1964), langjähriger Pfarrer in Neufriedenheim
Riegerhofstraße, Laim
(1962) Riegerhof, alter Hofname
Riegerhofweg, Laim
(1962) siehe vorstehend
Riegseestraße, Obersendling
(1929) Riegsee, See und Ortschaft im Landkreis Garmisch-Partenkirchen
Riemer Straße, Bogenhausen, Trudering
(1937) Riem, ehemals selbständige Ortschaft, 1937 nach München eingemeindet
Riemerschmidstraße, Hasenbergl
(1966) Anton Riemerschmid (1802–1878), bayerischer Spirituosenfabrikant und Politiker
Rienecker Straße, Aubing
(1947) Rieneck, Stadt im unterfränkischen Landkreis Main-Spessart
Rienziplatz, Englschalking
(1933) Rienzi, Oper von Richard Wagner
Riesenburgstraße, Neuaubing
(1952) Riesenburg, natürliche Karsthöhlenruine in Oberfranken
Riesenfeld
Riesenfeldstraße, Milbertshofen
(1913) Riesenfeld, ehemaliger Weiler nördlich von München
Riesengebirgstraße, Moosach
(1954) Riesengebirge, Mittelgebirge in Tschechien und Polen
Rießerseestraße, Sendling-Westpark
(1925) Rießersee südlich von Garmisch im Wettersteingebirge
Riesstraße, Moosach
(1953) Hans Ries (1824–1860), Direktor des Münchner Gaswerkes
Rietschelstraße, Solln
(1947) Ernst Wilhelm Rietschel (1824–1860), Maler. Zuvor hieß sie Siedlerstraße.
Riezlerweg, Allach-Untermenzing
(1959)
Sigmund von Riezler (1843–1927), deutscher Historiker und
Erwin Riezler (1873–1953), deutscher Rechtswissenschaftler
Riffelwandstraße, Berg am Laim
(1922) Riffelwand, Felsmassiv im Zugspitzgebiet
Rigaer Straße, Moosach
(1925) Riga, Hauptstadt von Lettland
Riggauerweg, Au
(1927) Konrad Riggauer (1853–1927), Landesgewerberat und Stadtrat in München
Rilkestraße, Laim
(1929) Rainer Maria Rilke (1875–1926; René Karl Wilhelm Johann Josef Maria Rilke), österreichischer Lyriker
Rimparstraße, Neuaubing
(1957) Rimpar, Marktgemeinde im unterfränkischen Landkreis Würzburg
Rimstinger Straße, Ramersdorf
(1929) Rimsting, Gemeinde im oberbayerischen Landkreis Rosenheim
Rindermarkt, Altstadt
(vor 1242) wahrscheinlich nach einem früheren Viehmarkt dort; ältester überlieferter und noch existierender Straßenname in München
Rindsmaulstraße,
(1879)
Ringbergstraße, Berg am Laim
(1961) Ringberg, Bergrücken beim Tegernsee
Ringelblumenweg, Blumenau
(1967) Ringelblume, Pflanzenart aus der Familie der Korbblütler
Ringelnatzweg, Solln
(1953) Joachim Ringelnatz (1883–1934), Schriftsteller, Kabarettist und Maler
Ringlerweg, Am Hart
(1982) Ringler, alte Bezeichnung für ein Teilgebiet des Drechslerhandwerkes
Ringofenweg, Oberföhring
(1988) Ringofen, Einrichtung zum kontinuierlichen Brennen von Ziegeln, Kalk oder Gips
Ringseisstraße, Isarvorstadt
(1887) Johann Nepomuk von Ringseis (1785–1880), Arzt, Internist und Professor
Ringstraße, Neuhadern
(1938) bogenförmiger Verlauf der Straße
Ringstraße, Solln
wurde bei der Eingemeindung Sollns 1938 Teil von München, 1947 umbenannt in Melchiorstraße
Rißbachstraße, Obergiesing
(1960) Rißbach, Wildfluss in Tirol und Oberbayern
Risserkogelstraße, Berg am Laim
(1920) Risserkogel, Berg in den Bayerischen Voralpen südlich des Tegernsees
Rißheimerstraße, Obermenzing
(1947) Hans Rißheimer, Pfleger der Hofmark Menzing
Ritterspornweg, Harlaching
(1962) Rittersporne, Pflanzengattung aus der Familie der Hahnenfußgewächse
Ritter-von-Epp-Platz, Altstadt
(1932–1945), jetzt Promenadeplatz
Robert-Hartig-Straße, Allach-Untermenzing
(1947) Robert Hartig (1839–1901), deutscher Forstwissenschaftler
Robert-Heger-Straße, Englschalking
(1981) Robert Heger (1886–1978), deutscher Dirigent, Komponist und Hochschullehrer
Robert-Koch-Straße, Lehel
(1931) Robert Koch (1843–1910), deutscher Mediziner, Mikrobiologe und Hygieniker (früher Kochstraße)
Robert-Stolz-Platz, Obermenzing
(1980) Robert Stolz (1880–1975), österreichischer Komponist und Dirigent
Robinienstraße, Hasenbergl
(1957) Robinie, sommergrüner Laubbaum
Robinsonstraße, Waldperlach
(1930) Robinson Crusoe, Titelfigur des gleichnamigen Romans von Daniel Defoe
Rochusberg, Altstadt
(vor 1714) St.-Rochus-Spital und -Kapelle, errichtet von Herzog Wilhelm V.
Rochus-Dedler-Weg, Oberföhring
(1935) Rochus Dedler (1779–1822), deutscher Komponist
Rochusgasse,
(1845)
Rochusstraße, Altstadt
(seit Ende des 18. Jahrhunderts) siehe Rochusberg
Rockefellerstraße, Am Hart
(1954) John Davison Rockefeller (1839–1937), US-amerikanischer Unternehmer
Rockingerstraße, Am Hart
(1934) Ludwig von Rockinger (1824–1914), deutscher Historiker, Archivar und Rechtshistoriker
Rodachtalweg, Ramersdorf
(1935) Rodachtal, rechter Nebenfluss des Mains im westlichen Frankenwald
Rodensteinstraße, Neuhadern
(1947) Burg Rodenstein, Ruine im Odenwald
Rodenstockplatz, Obermenzing
(1953) Josef Rodenstock (1846–1932), deutscher Industrieller und Begründer des Unternehmens Rodenstock
Roderichstraße, Neuhadern
(1953) Roderich († 711), von 710 bis 711 König der Westgoten
Röblingweg, Am Hart
(1938) Johann August Röbling (1806–1869), deutsch-amerikanischer Ingenieur und Brückenbauer
Roecklplatz, Isarvorstadt
(1915) Roeckl, Münchner Unternehmerfamilie, Hersteller von Handschuhen und Accessoires
Röhrichtstraße, Ludwigsfeld
(1947) alter Flurname
Römerstraße, Schwabing-West
(1890) Römer, Bewohner der italienischen Hauptstadt
Röntgenstraße, Bogenhausen
(1916) Wilhelm Conrad Röntgen (1845–1923), deutscher Physiker, erster Nobelpreisträger für Physik
Rößeler Straße, Denning
(1930) Rößel, Stadt in Polen
Röthstraße, Moosach
(1947) Philipp Röth (1841–1921), Maler und Zeichner
Rofanstraße, Berg am Laim, Gartenstadt Trudering
(1921) Rofan, Gebirgsgruppe in Tirol
Roggensteiner Weg, Alt-Aubing
(1947) Roggenstein, Ortsteil der Gemeinde Emmering im Landkreis Fürstenfeldbruck
Rohdestraße, Obermenzing
(1947) Emil Rohde (1839–1913), Schauspieler an der Münchner Hofbühne
Rohlfsstraße, Englschalking
(1935) Gerhard Rohlfs (1831–1896), deutscher Afrikaforscher
Rohmederstraße, Freimann (westlich), Schwabing (östlich)
(1932) Wilhelm Rohmeder (1843–1930), Stadtschulrat
Rohrauerstraße, Obersendling
(1949) Alois Rohrauer (1848–1923), Mitbegründer und erster Präsident der Organisation Die Naturfreunde
Rohrdommelweg, Lochhausen
(1947) Rohrdommel, Reihervogel
Rohrer Weg, Nymphenburg
(1982) Kloster Rohr, ehemaliges Kloster der Augustiner-Chorherren und heute Benediktinerabtei in Rohr in Niederbayern
Rohrsängerplatz, Lochhausen
(1956) Rohrsänger, Singvogelart
Rolandplatz,
(1904) lag südlich der Klugstraße
Rolandseckstraße, Neuhadern
(1947) Burg Rolandseck, Höhenburg am Rhein, Rolandseck ein Stadtteil von Remagen
Rolandstraße, Neuhausen
(1904) Hruotland (deutsch traditionell Roland, um 736–778), Graf der bretonischen Mark im Frankenreich Karls des Großen
Rolf-Pinegger-Straße, Hadern
(1964) Rolf Pinegger (1873–1957), Volksschauspieler
Rollenhagenstraße, Waldperlach
(1930) Georg Rollenhagen (1542–1609), deutscher Schriftsteller, Dramatiker, Pädagoge und Prediger
Romanplatz, Nymphenburg
(1903) Rudolph Freiherr von Roman zu Schernau (1836–1917), Regierungspräsident von Oberfranken
Romanstraße, Neuhausen-Nymphenburg
(1903) siehe vorstehend
Roman-Herzog-Straße, Freiham
(2018) Roman Herzog (1934–2017), Jurist und Politiker (CDU), von 1994 bis 1999 Bundespräsident der Bundesrepublik Deutschland
Rominter Straße, Englschalking
(1956) Rominter Heide, großes Hügel-, Wald- und Heidegebiet im Südosten der russischen Oblast Kaliningrad sowie in der nordöstlichen polnischen  Woiwodschaft Ermland-Masuren
Romy-Schneider-Platz, Neuhausen
(2020) Romy Schneider (1938–1982), Schauspielerin
Rondell Neuwittelsbach, Neuhausen
(1890) Villenkolonie Neuwittelsbach entstand nach 1880
Ronpeckhstraße, Laim
(1934) Gemanian Ronpeckh, eine von 42 Geiseln die im Dreißigjährigen Krieg von 1632 bis 1635 in schwedischer Gefangenschaft saßen
Roopsingh-Bais-Weg, Milbertshofen
(1971) Bais Roopsingh, indischer Hockeyspieler, Olympiasieger mit seiner Mannschaft bei den Olympischen Sommerspielen 1932 und 1936
Roritzerstraße, Ramersdorf
(1962) Roritzer, Baumeisterfamilie des 15./16. Jahrhunderts
Rosa-Aschenbrenner-Bogen, Schwabing-West
(2002) Rosa Aschenbrenner, sozialistische Politikerin (1885–1967)
Rosa-Bavarese-Straße, Nymphenburg
(2006) Rosina Maria Schwarzmann alias Rosa Bavarese (1705–1755), kurfürstliche Kammersängerin
Rosa-Kempf-Straße, Freiham
(2017) Rosa Kempf, Sozialpolitikerin (1874–1948)
Rosa-Luxemburg-Platz, Neuhausen
(1989) Rosa Luxemburg (1871–1919), Vertreterin der europäischen Arbeiterbewegung, des Marxismus, Antimilitarismus
Rosamundenstraße, Waldtrudering
(1933) Rosamunde, weiblicher Vorname
Rose-Pichler-Weg, Am Hart
(1996) Rose Pichler (1897–1979), Stifterin; zuvor Dornfinkenweg
Roseggerstraße, Pasing
(938) Peter Rosegger (1843–1918), österreichischer Schriftsteller und Poet
Rosemarie-Fendel-Bogen, Alt-Aubing
(2014) Rosemarie Fendel (1927–2013), deutsche Schauspielerin
Rosenbuschstraße, Lehel
(1898) Rosenbusch, Münchner Patriziergeschlecht
Rosengasse,
(1845)
Rosenheimer Platz, Haidhausen
(1929) Rosenheim, Stadt in Oberbayern
Rosenheimer Straße, Au-Haidhausen, Berg am Laim, Ramersdorf
(1877) führt nach Rosenheim
Rosenkavalierplatz, Bogenhausen
(1964) Der Rosenkavalier, Oper von Richard Strauss
Rosenstraße, Altstadt
(vor 1368) Namensherkunft unklar
Rosenthal,
(1845)→Rosental
Rosental, Altstadt
(vor 1410) Namensherkunft unklar; früherer Name seit 1368 Krottental
Rosmarinstraße, Freimann
(1932) Rosmarin, immergrüner Halbstrauch aus der Familie der Lippenblütler
Roßbacher Weg, Forstenried
(1978) Schlacht bei Roßbach, 1757
Roßholzener Straße, Neuperlach
(1959) Roßholzen, Ortsteil von Samerberg in Oberbayern
Rossinistraße, Schwabing-West
(1914) Gioacchino Antonio Rossini (1792–1868), italienischer Komponist
Rossittener Straße, Lochhausen
(1947) Rossitten, Ort im ehemaligen Ostpreußen, heute russische Oblast Kaliningrad
Roßmannstraße, Blumenau
(1954) Erich Roßmann (1884–1953), deutscher Politiker
Roßmarkt, Altstadt
(1957) Roßmarkt, bis ins 15. Jahrhundert dort abgehalten
Roßsteinstraße, Berg am Laim
(1935) Roßstein, Berg in den Tegernseer Alpen
Roßtalerweg, Obergiesing
(1954) Roßtaler, alter Hofname
Rotbuchenstraße, Harlaching
(1945) Rotbuche, Laubbaum aus der Gattung der Buchen
Rotdornstraße, Harlaching
(1929) Rotdorn, Pflanzenart aus der Gattung der Weißdorne
Rotenhanstraße, Forstenried
(1959) Hermann Freiherr von Rotenhan (1836–1914), Oberst, Initiator der Einrichtung von Radfahrwegen
Roter-Turm-Platz, Sendling
(1958) Roten Turm, ehemaliges Vorwerk des Münchner Isartors am Westufer der Isar, bestand von 1517 bis 1796
Rotfuchsweg, Waldtrudering
(1933) Rotfuchs, mitteleuropäischer Vertreter der Füchse
Rothenbühler Straße, Aubing
(1947) Rothenbühl, Weiler, der zu Ebermannstadt in Oberfranken gehört
Rothenfelser Straße, Aubing
(1947) Rothenfels, Stadt in Unterfranken
Rothmundstraße, Isarvorstadt
(1897) Franz Christoph von Rothmund (1801–1891), deutscher Chirurg
Rothpletzstraße, Am Hart
(1927) August Rothpletz (1853–1918), deutscher Geologe und Paläontologe
Rothschwaigestraße, Moosach
(1935) Rothschwaige, Gemeindeteil der Stadt Fürstenfeldbruck
Rothspitzstraße, Forstenried
(1935) Rothspitze, Berg in den Allgäuer Alpen
Rothuberweg, Straßtrudering
(1932) Beim Rothuber, früherer Bauernhof
Rothwiesenstraße, Ludwigsfeld
(1992) alter Flurname
Rotkäppchenplatz, Waldperlach
(1931) Rotkäppchen, europäisches Märchen
Rotkäppchenstraße, Waldperlach
(1930) siehe vorstehend
Rotkehlchenweg, Waldtrudering
(1933) Rotkehlchen, Vogelart aus der Familie der Fliegenschnäpper
Rotkreuzplatz, Neuhausen
(1903) Rotkreuzklinikum München, Krankenhaus der Schwesternschaft München vom Bayerischen Roten Kreuz e.V.
Rottacher Straße, Obergiesing
(1929) Rottach, Teil der oberbayerischen Gemeinde Rottach-Egern
Rottalstraße, Berg am Laim
(1932) Rottal, Region in Niederbayern, vom Fluss Rott geprägt
Rottannenweg, Freimann
(1950) Rottanne, Pflanzenart in der Gattung der Fichten
Rottawstraße,
(1876)
Rottenbucher Straße, Sendling-Westpark
(1914) Rottenbuch, Gemeinde im oberbayerischen Landkreis Weilheim-Schongau
Rottmannstraße, Maxvorstadt
(1872) Carl Anton Joseph Rottmann (1797–1850), deutscher Landschaftsmaler
Rottstraße, Waldtrudering
(1962) Rott am Inn, Gemeinde im Landkreis Rosenheim
Rotwandstraße, Obergiesing
(1904) Rotwand, Berg im bayerischen Teil des Mangfallgebirges
Rubensstraße, Obermenzing
(1948) Peter Paul Rubens (1577–1640), flämischer Maler
Rubihornweg, Sendling-Westpark
(1972) Rubihorn, Berg in den Allgäuer Alpen
Rubinsteinstraße, Obermenzing
(1956) Anton Grigorjewitsch Rubinstein (1829–1894), russischer Komponist, Pianist und Dirigent
Rubinstraße, Ludwigsfeld
(1952) Rubin, Sammelname für rote Edelsteine
Ruchsteigerstraße, Am Hart
(1937) Ruchsteiger, eine im Mittelalter geläufige Bezeichnung für Kaminkehrer
Rudbeckiastraße, Hasenbergl
(1938) Rudbeckia, Pflanzengattung in der Familie der Korbblütler
Rudelsburgstraße, Neuhadern
(1938) Rudelsburg, Höhenburg oberhalb Saaleck in Sachsen-Anhalt
Rudhartstraße, Allach-Untermenzing
(1947) Georg Thomas von Rudhart (1792–1860), bayerischer Historiker und Archivar
Rudi-Hierl-Platz, Maxvorstadt
(2013) Rudi Hierl (1921–2010), Schlossermeister und von 1972 bis 2006 ehrenamtliches Mitglied im Münchner Stadtrat
Rudi-Seibold-Straße, Großhadern
(1956) Rudolf Seibold (1874–1952), österreichischer Schauspieler und Operettensänger
Rudliebstraße, Bogenhausen
(1932) Rudlieb, lateinisches Versepos des Hochmittelalters
Rudolf-Camerer-Straße, Sendling-Westpark
(1983) Rudolf Camerer (1869–1921). Maschinenbauingenieur und Hochschullehrer an der Technischen Hochschule München, dort Gründer des „Hydraulischen Instituts“
Rudolf-Esterer-Straße, Allach-Untermenzing
(1987) Rudolf Esterer (1879–1965), deutscher Architekt, Denkmalpfleger und Hochschullehrer
Rudolf-Gütlein-Weg, Waldperlach
(1987) Rudolf Gütlein (1926–1983), Landtagsabgeordneter der CSU, Vizepräsident des Bezirkstags Oberbayern und Bezirksausschussvorsitzender
Rudolf-Harbig-Weg, Milbertshofen
(1971) Rudolf Harbig (1913–1944), deutscher Leichtathlet
Rudolf-Schneider-Weg, Neuperlach
(1976) Rudolf Schneider (1890–1956), genannt „Schneider-Schelde“, Schriftsteller, Mitglied des PEN-Clubs und zeitweise Programmdirektor des Bayerischen Rundfunks
Rudolf-Vogel-Bogen, Neuperlach
(1981) Rudolf Vogel (1900–1967), Schauspieler
Rudolf-Wilke-Weg, Solln
(1964) Rudolf Wilke (1873–1908), Maler und Zeichner, Mitarbeiter der Münchner Wochenzeitschrift Simplicissimus
Rudolf-Zenker-Straße, Hadern
(2002) Rudolf Zenker (1903–1984), Herzchirurg, der 1958 die erste erfolgreiche Operation am offenen Herzen in Deutschland und 1969 auch die erste Herztransplantation in München durchführte
Rudolf-Zorn-Straße, Neuperlach
(1983) Rudolf Zorn (1893–1966), deutscher Jurist und Politiker
Rudorffstraße, Allach-Untermenzing
(1955) Ernst Rudorff (1840–1916), deutscher Komponist, Musikpädagoge und Naturschützer
Rübezahlstraße, Waldperlach
(1930) Rübezahl, märchenhafter Berggeist des Riesengebirges
Rückertstraße, Ludwigsvorstadt
(1894) Friedrich Rückert (1788–1866), deutscher Dichter, Sprachgelehrter und Übersetzer
Rüdesheimer Straße, Sendling-Westpark
(1933) Rüdesheim am Rhein, Weinstadt in Hessen
Rüdigerstraße, Nymphenburg
(1929) Rüdiger von Bechelaren, Figur aus der Nibelungensage
Rümannstraße, Schwabing-West
(1907) Bildhauer Professor Wilhelm von Rümann (1850–1906).
Die Straße begann vor der Erweiterung des Luitpoldparks westlich an der Schleißheimer Straße auf Höhe der Straßenbahn-Wendeschliefe am Petuelring und verlief von dort bis zur Belgradstraße, wo sie heute erst beginnt.
Rümelinstraße, Bogenhausen
(1955) Theodor Rümelin (1877–1920), deutscher Wasserbauingenieur
Rueppstraße, Forstenried
(1953) Graf von Ruepp, um 1700 Hofmarkbesitzer in Forstenried
Rueßstraße, Allach-Untermenzing
(1947) Johann Rueß (1869–1943), Lehrer und Gründer des Bundes Naturschutz in Bayern
Rüthlingstraße, Neuhausen
(1912) Bernhard Rüthling (1834–1881), Hofschauspieler
Rüttenauerplatz, Obermenzing
(1947) Benno Rüttenauer (1855–1940), deutscher Lehrer, Schriftsteller und Übersetzer
Ruffinistraße, Neuhausen
(1897) Joseph Ruffini († 1749), deutscher Maler
Rugendasstraße, Solln
(1947) Moritz Rugendas (1802–1858), Maler. Zuvor hieß sie Erikastraße.
Ruhestraße, Au
(1857) Verlauf der Straße zum früheren Auer Friedhof
Ruhpoldinger Straße, Berg am Laim
(1921) Ruhpolding, Gemeinde im oberbayerischen Landkreis Traunstein
Ruhrortstraße,
(Stadtbezirk 22)
Rumfordstraße, Altstadt, Isarvorstadt
(vor 1837) Benjamin Thompson (1753–1814), Reichsgraf von Rumford, der den Anstoß zur Anlage des Englischen Gartens gab
Rumpelstilzchenstraße, Waldperlach
(1930) Rumpelstilzchen, Märchen aus den Kinder- und Hausmärchen der Brüder Grimm
Rundfunkplatz, Maxvorstadt
(1929) Lage vor dem Haus des heutigen Bayerischen Rundfunks, vormals Deutsche Stunde in Bayern
Rungestraße, Solln
(1947)
Philipp Otto Runge (1777–1810), Maler
Friedlieb Ferdinand Runge (1794–1867), Chemiker. Zuvor hieß sie Waldmeisterstraße.
Rupert-Bodner-Straße, Alt-Aubing
(1983) Rupert Bodner (1899–1952), Präsident des Bayerischen Handwerkstages
Rupertigaustraße, Ramersdorf
(1939) Rupertigau, Kulturlandschaft im äußersten Südosten Oberbayerns
Rupert-Mayer-Straße, Obersendling
(1947) Rupert Mayer (1876–1945), deutscher Jesuit, hat den Gottesdienst am Münchner Hauptbahnhof initiiert
Ruppanerstraße, Kirchtrudering
(1933) Michael Ruppaner (1856–1937), Pfarrer in Trudering, später Hofpriester und Geistlicher Rat von König Otto I.
Ruppertsberger Straße, Ramersdorf
(1932) Ruppertsberg, Weinort in der Rheinpfalz, an der Deutschen Weinstraße bei Deidesheim gelegen
Ruppertstraße, Ludwigsvorstadt
(1897) Kaspar von Ruppert (1827–1895), rechtskundiger Magistratsrat der Stadt München und Abgeordneter der Zentrumspartei im bayerischen Landtag und Reichstag
Rupprechtstraße, Neuhausen
(1897) Kronprinzen Rupprecht von Bayern (1869–1955), Sohn König Ludwigs III.
Rushaimerstraße, Laim
(1939) Rushaimer oder Rußheimer, altes Münchner Patriziergeschlecht
Ruth-Beutler-Straße, Riem
(2004) Ruth Beutler (1897–1959), Zoologin, setzte sich besonders für den Wiederaufbau des Zoologischen Instituts der Münchener Universität nach dem Ende des Zweiten Weltkriegs ein
Ruth-Drexel-Straße, Bogenhausen
(2011) Ruth Drexel (1930–2009), Schauspielerin, Regisseurin und Intendantin
Ruth-Leuwerik-Straße, Neuhausen
(2020) Ruth Leuwerik (1924–2016), Schauspielerin
Ruth-Schaumann-Straße, Englschalking
(1984) Ruth Schaumann (1899–1975), Schriftstellerin, Bildhauerin und Grafikerin